# Nephroblastomatose
Die Nephroblastomatose ist eine seltene Nierenerkrankung, bei der unreifes embryonales Nierengewebe (metanephrisches Blastem) über die Geburt hinaus erhalten bleibt und mit einem deutlich höheren Risiko einer malignen Entartung verbunden ist.

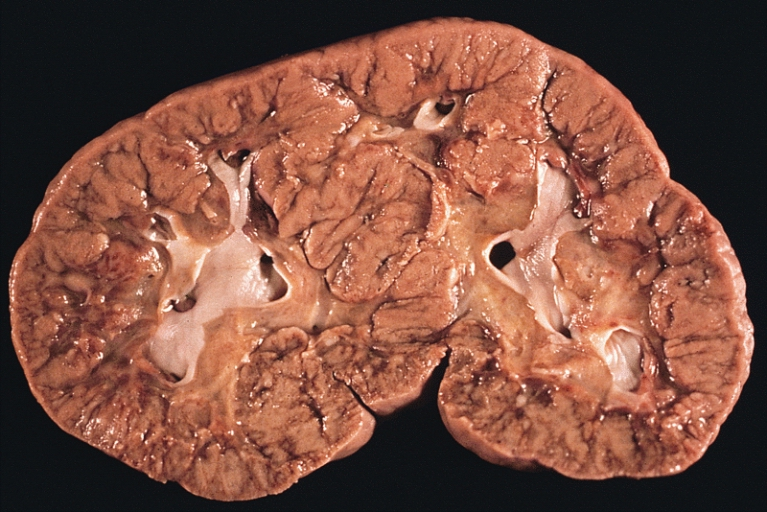
Von Nephroblastomatose durchsetzte, auf etwa das 10fache vergrößerte Niere eines Frühgeborenen mit ausgeprägter Deformierung der Lappenarchitektur (panlobäre Form)

Die Nephroblastomatose ist nicht mit dem Nephroblastom, einem soliden bösartigen Nierentumor im Kindesalter zu verwechseln.

## Verbreitung und Pathogenese
Das fetale metanephrogene Blastem entwickelt sich während der Schwangerschaft zu regulärem Nierenparenchym mit Glomerula und Nierenkanälchen. Bei etwa 1 % der Nieren kann bei einer Autopsie nephrogenes Restgewebe als Überbleibsel dieses metanephrogenes Blastemes gefunden werden.
Bei den meisten Säuglingen verschwinden diese Blastemreste innerhalb der ersten 4 Lebensmonate, bilden sie sich aber nicht zurück, entwickeln sich flächige Läsionen mit Deformierung und Vergrößerung im Nierenparenchym.

## Einteilung
Je nach Lagebezug zu den Nierenlappen können folgende Formen unterschieden werden:
- perilobäre Form
- intralobäre Form
- panlobäre Form mit frühzeitiger erheblichen Vergrößerung der Niere

## Klinische Erscheinungen
Als Präkanzerose handelt es sich in der Regel um Zufallsbefunde. Häufig sind beide Nieren betroffen. In bis zu 50 % entwickelt sich aus der Nephroblastomatose ein Wilms-Tumor.
Es besteht eine Assoziation mit dem Beckwith-Wiedemann-Syndrom, der Hemihypertrophie, Aniridie, dem multilokulärem zystischen Nephrom und der Multizystischen Nierendysplasie (aplastische Zystenniere).

## Diagnose
Die Diagnose erfolgt durch medizinische Bildgebung, in der Regel durch Sonographie, die Läsionen sind meist vermindert echogen.
In der Computertomographie sind die Läsionen nur nach Gabe von Kontrastmittel als Aussparung erkennbar, da sie kaum Kontrastmittel aufnehmen.
In der Magnetresonanztomographie sind die Veränderungen am besten auf T1 gewichteten Messungen nach Kontrastmittelgabe abgrenzbar.
Aufgrund des Entartungspotentiales sind langfristige Verlaufskontrollen notwendig.

## Differentialdiagnose
Abzugrenzen sind insbesondere renale Lymphome.

## Therapie
Neben der engmaschigen Kontrolle werden aktive Behandlungsoptionen wie Chemotherapie oder Keilresektionen aus der Niere diskutiert.